# Bloodthirst
Bloodthirst – polski zespół thrashmetalowy, założony w 1999 roku w Poznaniu. Pierwsze demo End Is The Beginning formacja zarejestrowała w sierpniu 2001 roku. Spotkało się ono z dość przychylnymi (mimo niezadowalającego brzmienia) recenzjami, publikowanymi na łamach polskich zinów. W tym samym czasie zespół koncertuje m.in. u boku Incarnated, Atropos, Medebor, Unnamed czy Carpe Noctem. Kwiecień 2003 przynosi kolejne demo, zatytułowane Forgotten Years Of Killing, które spotyka się z przychylnością metalowego światka.
W sierpniu 2004 formacja nagrywa materiał na split-CD z zespołem Ebola, który zostaje wydany w lutym 2005 przez wytwórnię Obscure Productions. Po kilku kolejnych zmianach składowych Bloodthirst w grudniu 2006 roku podpisało kontrakt z rodzimą Pagan Records na wydanie pierwszej płyty zespołu „Let Him Die”. Debiutancki album miał premierę 22 września 2007. Pod koniec lipca 2009 roku zespół wszedł do studia Metal Sound Wojciecha „Polanda” Cenajka w Świebodzinie. Płyta nazywać się będzie „Sanctity Denied” i zostanie wydana, tak jak debiutancka „Let Him Die”, przez rodzime Pagan Records, 14 listopada 2009 roku. Zespół planuje trasę na początek roku 2010.

## Dyskografia
- End Is The Beginning (2001, demo)
- Forgotten Years Of Killing (2003, demo)
- Thrash Live (2004, album koncertowy)
- Hellish / Bloodthirst (2005, split z Hellish)
- Satanic Live Devastation (2005, split z Bestial Raids)
- Hell Bestial Desecration (2005, split z Ebola)
- Discography (2006, kompilacja)
- Thrash Metal Blitzkrieg Vol. II (2006, split z Death Thrashers Kuopio, Hangman, Witchtrap)
- Let Him Die (2007)
- Infernal Thrashing Kömmandments (2009, split z Excidium)
- Sanctity Denied (2009)
- Żądza Krwi (2011, EP)
- Chalice of Contempt (2014)